# Gospodin Smith ide u Washington
Mr Smith i Washington (engl. Mr. Smith Goes to Washington) je američka drama-komedija iz 1939. s Jean Arthur, Jamesom Stewartom i Claudom Rainsom u glavnim ulogama. Film je režirao Frank Capra.

## Radnja
Naivni mladi idealist Jefferson Smith (James Stewart) postaje igrom slučaja američki senator. Uskoro na radnom mjestu u Washingtonu DC-u, u Kongresu, primjećuje da politički procesi nisu tako plemeniti, kako je on to prije vjerovao. Kada Smith pokuša darovati zemljište izviđačima (što im je obećao prije nego što je postao političar), dolazi u izravan sukob s najmoćnijim vlastodršcem u njegovoj vlastitoj pokrajini, medijskim magnatom Jimom Taylorom (Edward Arnold).

## O filmu
Film je nominiran za 11 Oscara, između ostalih za najbolji film, najbolju režiju i najboljeg glumca (James Stewart). Osvojio je samo jednog Oscara za najbolju originalnu priču.
Film ima jaku poruku o temeljima demokracije što je bio razlog da su nacisti zabranili film u okupiranoj Francuskoj. Kritiziran je i kao anti-američki i pro-komunistički kada je pušten u kinima u SAD-u, zbog načina kako je obradio korupciju i demokratske procese u SAD-u.

## Popularna kultura
Jedna epizoda animirane TV serije Simpsoni, Mr. Spritz Goes to Washington, temelji se na ovom filmu.

## Glumci
- Jean Arthur
- James Stewart
- Claude Rains
- Edward Arnold
- Guy Kibbee
- Thomas Mitchell
- Eugene Pallette

## Vanjske poveznice
- Gospodin Smith ide u Washington u internetskoj bazi filmova IMDb-a